# Jesús María Cizaurre Berdonces
Jesús María Cizaurre Berdonces O.A.R (Valtierra, Navarra, España, 6 de enero de 1952) es un obispo católico, teólogo,  filósofo y profesor español que actualmente reside en Brasil. Es miembro de la Orden de Agustinos Recoletos. Fue ordenado sacerdote en 1976.
Ha sido Obispo de Cametá y ahora desde agosto de 2016 lo es de la Diócesis de Bragança.

## Biografía
Nacido en el municipio navarro de Valtierra, el día 6 de enero de 1952.
Desde joven es miembro de la Orden de Agustinos Recoletos (O.A.R.).
Realizó sus estudios eclesiásticos, filosóficos y teológicos en el Seminario de Martutene y en el de Santa Rita, ambos en la ciudad de San Sebastián. Luego pasó a la Facultad de Teología de Granada y seguidamente marchó hacia Brasil, donde reside en la actualidad.
Una vez en Brasil, comenzó a asistir a la Facultad de Teología de Universidad de São Paulo, en la cual completó sus estudios para la convalidación.
Durante esa época recibió sus votos monásticos el 10 de septiembre de 1972 y finalmente el 26 de junio de 1976 fue ordenado sacerdote.
En su ministerio pastoral, cabe destacar que ha ocupado cargos como el de párroco de Afuá (1980-1986); vicario cooperador de Salvaterra (1986-1988); Formador del Seminario Menor de Soure (1988-1990); Formador del Seminario Mayor de São Paulo (1990-1994); Párroco de São José de Queluz en Canudos (1994-1997) y vicario provincial de Río de Janeiro (1997-2000).
Ya el 23 de febrero del 2000 fue nombrado por el Papa Juan Pablo II, como Obispo de la Diócesis de Cametá.
Recibió la consagración episcopal el 7 de mayo, a manos de los también obispos españoles incardinados en Brasil Mons. José Luís Azcona Hermoso y Mons. Jesús Moraza Ruiz de Azúa y de su predecesor en este cargo, el brasileño Mons. José Elias Chaves Júnior.
Tras ser elevado al episcopado eligió como lema, la frase "Pax Et Fides".
Al mismo tiempo en la Conferencia Nacional de los Obispos del Brasil (CNNB), ha ejercido de Secretario y Vicepresidente de la zona Regional II y ahora de Presidente.
Actualmente el día 17 de agosto de 2016, el Papa Francisco lo ha nombrado como nuevo Obispo de la Diócesis de Bragança. En este cargo sucede a Mons. Luis Ferrando.